# Słupia (fiume)
Il Słupia è un fiume che attraversa la Polonia, ha una lunghezza di 138,6 chilometri.